# Crobylophora xanthochyta
Crobylophora xanthochyta là một loài bướm đêm thuộc họ Lyonetiidae. Nó được tìm thấy ở Nam Phi.